# Judo na Igrzyskach Afrykańskich 2007
Zawody w judo na Igrzyskach Afrykańskich 2007 odbywały się w dniach 12–14 lipca w Algierze.

## Klasyfikacja medalowa
| Miejsce | Państwo                       |    |    |    | Razem |
| ------- | ----------------------------- | -- | -- | -- | ----- |
| 1       | Algieria                      | 8  | 3  | 5  | 16    |
| 2       | Tunezja                       | 4  | 3  | 6  | 13    |
| 3       | Egipt                         | 2  | 3  | 2  | 7     |
| 4       | Senegal                       | 1  | 3  | 3  | 7     |
| 5       | Kamerun                       | 1  | 1  | 1  | 3     |
| 6       | Nigeria                       | 0  | 2  | 4  | 6     |
| 7       | Gabon                         | 0  | 1  | 1  | 2     |
| 8       | Angola                        | 0  | 0  | 2  | 2     |
| .       | Wybrzeże Kości Słoniowej      | 0  | 0  | 2  | 2     |
| .       | Południowa Afryka             | 0  | 0  | 2  | 2     |
| 11      | Libia                         | 0  | 0  | 1  | 1     |
| .       | Madagaskar                    | 0  | 0  | 1  | 1     |
| .       | Demokratyczna Republika Konga | 0  | 0  | 1  | 1     |
| .       | Zambia                        | 0  | 0  | 1  | 1     |
| Razem   | Razem                         | 16 | 16 | 32 | 64    |

## Wyniki

### Mężczyźni
| Waga    | Złoto              | Srebro                | Brąz                                  |
| -60 kg  | Umar Rabahi        | Atef Mustapha         | Deza Elie Gbate Elie Norbert          |
| -66 kg  | Munir Bin Amadi    | Ameen El-Hady         | Wakunguma Shapa Ragheb Karchoud       |
| -73 kg  | Ammar Murajdża     | Haitham El Hossainy   | Anis Dkhili Nsa Bassey-Isa            |
| -81 kg  | Youssef Badra      | Abderrahmane Benamadi | Matthew Jago Hatem Abd el Akher       |
| -90 kg  | Hiszam Misbah      | Ammar Bin Jachlif     | Mohamed Bouguerra Pape Ousmane Ndiaye |
| -100 kg | Franck Moussima    | Bara Ndiaye           | Mohamed Ben Saleh Hassan Azzun        |
| +100 kg | Anis Chedli        | Muhammad Bu Iszawi    | Djegui Bathily Denis Oliveira         |
| open    | Muhammad Bu Iszawi | Djegui Bathily        | Anis Chedli Amadou Kanate             |

### Kobiety
| Waga   | Złoto               | Srebro              | Brąz                                     |
| -48 kg | Meriem Moussa       | Sandrine Ilendou    | Elsa Honorine Oyama Enye Chahnez M’Barki |
| -52 kg | Hortense Diédhiou   | Amani Khalfaoui     | Justina Agatahi Soraya Haddad            |
| -57 kg | Lila Latrous        | Hajer Barhoumi      | Catherine Ekuta Fary Seye                |
| -63 kg | Kahina Saidi        | Nesria Jelassi      | Funmilola Adebayo Audrey Koumba          |
| -70 kg | Rachida Ouerdane    | Gisèle Mendy        | Marisca Loots Antónia Moreira de Fátima  |
| -78 kg | Houda Miled         | Vivian Yusuf        | Christelle Okodombe Kahina Hadid         |
| +78 kg | Samah Ramadan       | Adijat Ayuba        | Souhir Madani Nihel Cheikh Rouhou        |
| open   | Nihel Cheikh Rouhou | Christelle Okodombe | Souhir Madani Samah Ramadan              |